# 紋別郡
紋別郡（日语：／ Monbetsu gun */?）為日本北海道鄂霍次克綜合振興局的郡，位於鄂霍次克綜合振興局西部。
郡名源自阿伊努語的「mo-pet」（安靜的河）。

## 轄區
轄區包含5町1村：
- 遠輕町
- 湧別町
- 瀧上町
- 興部町
- 西興部村
- 雄武町

## 沿革

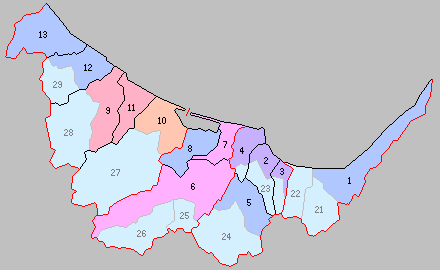
北海道一・二級町村制施行時紋別郡下辖町村（9.渚滑村［第1次］ 10.湧别村 11.紋别村 12.興部村 13.雄武村 赤：紋別市 橙：湧别町 水色：分立現存町村 27.遠轻村 28.泷上村 29.西興部村）

- 1869年8月15日：北海道設置11國86郡，北見國紋別郡成立。
- 1897年11月：北海道實施支廳制，北見國紋別郡隸屬網走支廳之管轄，此時紋別郡下轄湧別村、紋別町、藻鼈村、渚骨村、瑠橡村、沙留村、興部村、雄武村、幌內村、澤木村。[1]（10村）
- 1906年4月1日：紋別郡湧別村、渚滑村成為北海道二級村。
- 1909年4月1日：紋別町、藻鼈村合併為紋別村，並成為北海道二級村。（9村）
- 1910年4月1日：湧別村分割為下湧別村和上湧別村。（10村）
- 1915年4月1日：瑠橡村、沙留村、興部村合併為興部村，雄武村、幌內村、澤木村合併為雄武村，兩村同時成為北海道二級村。（6村）
- 1918年4月1日：瀧上村從渚滑村分割獨立設置為北海道二級村。（7村）
- 1919年4月1日：遠輕村從上湧別村分割獨立設置為北海道二級村。（8村）
- 1919年5月1日：紋別村改制為紋別町。（1町7村）
- 1921年4月1日：紋別町成為北海道一級町。
- 1925年1月1日：（1町9村）
  - 生田原村從遠輕村分割獨立設置為北海道二級村。
  - 西興部村從興部村分割獨立設置為北海道二級村。
- 1932年6月1日：下渚滑村從渚滑村分割獨立設置為北海道二級村。（1町10村）
- 1934年4月1日：遠輕村改制為遠輕町。（2町9村）
- 1937年11月1日：渚滑村改名為上渚滑村。
- 1938年4月1日：上湧別村成為北海道一級村。
- 1940年1月1日：下渚滑村改名為渚滑村。
- 1940年4月1日：下湧別村成為北海道一級村。
- 1943年6月1日：北海道一級二級町村制廢止。生田原村、渚滑村、上渚滑村、瀧上村、興部村、西興部村、雄武村成為內務省指定村。
- 1946年8月1日：丸瀨布村和白瀧村從遠輕町分割獨立設置。（2町11村）
- 1946年10月5日：指定町村制廢止。
- 1947年10月1日：瀧上村改制為瀧上町。（3町10村）
- 1948年10月1日：雄武村改制為雄武町。（4町9村）
- 1951年4月1日：興部村改制為興部町。（5町8村）
- 1953年9月29日：上湧別村改制為上湧別町。（6町7村）
- 1953年10月1日：（8町5村）
  - 下湧別村改制並改名湧別町。
  - 丸瀨布村改制為丸瀨布町。
- 1954年4月1日：生田原村改制為生田原町。（9町4村）
- 1954年7月1日：紋別町、上渚滑村和渚滑村合併為紋別市，並脫離紋別郡之管轄。（8町2村）
- 2005年10月1日：遠輕町、丸瀨布町、生田原町和白瀧村合併為新設立的遠輕町。（6町1村）
- 2009年10月5日：湧別町和上湧別町合併為新設立的湧別町。（5町1村）